# Gospodarka Australii

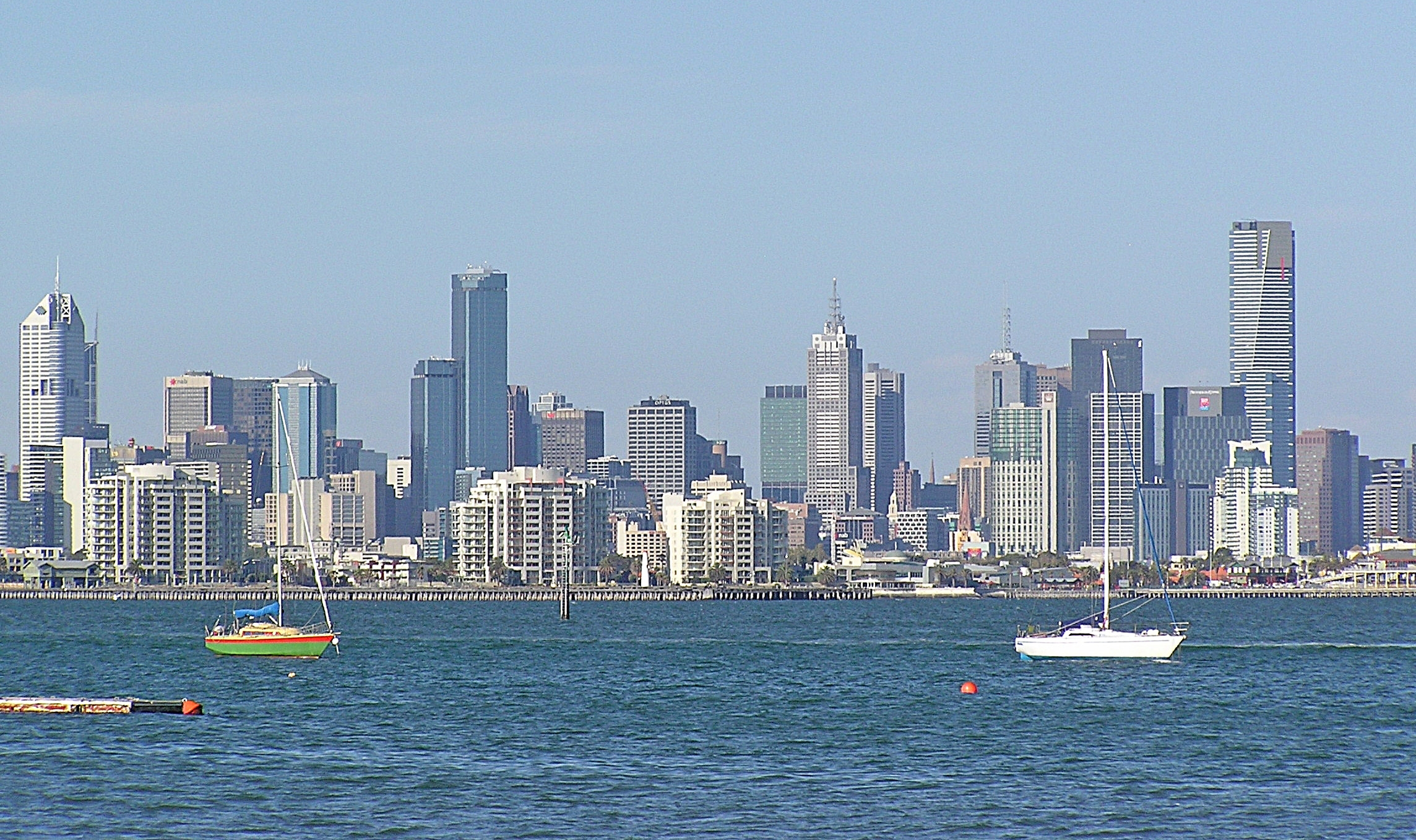
Centrum biznesowe w Melbourne

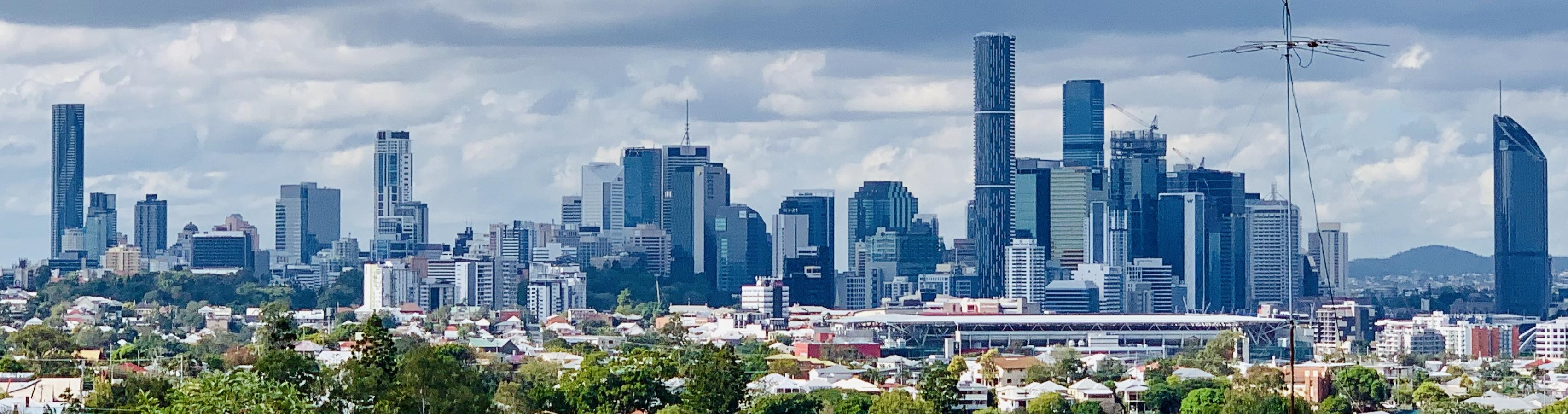
Centrum biznesowe w Brisbane

Centrum biznesowe w Perth

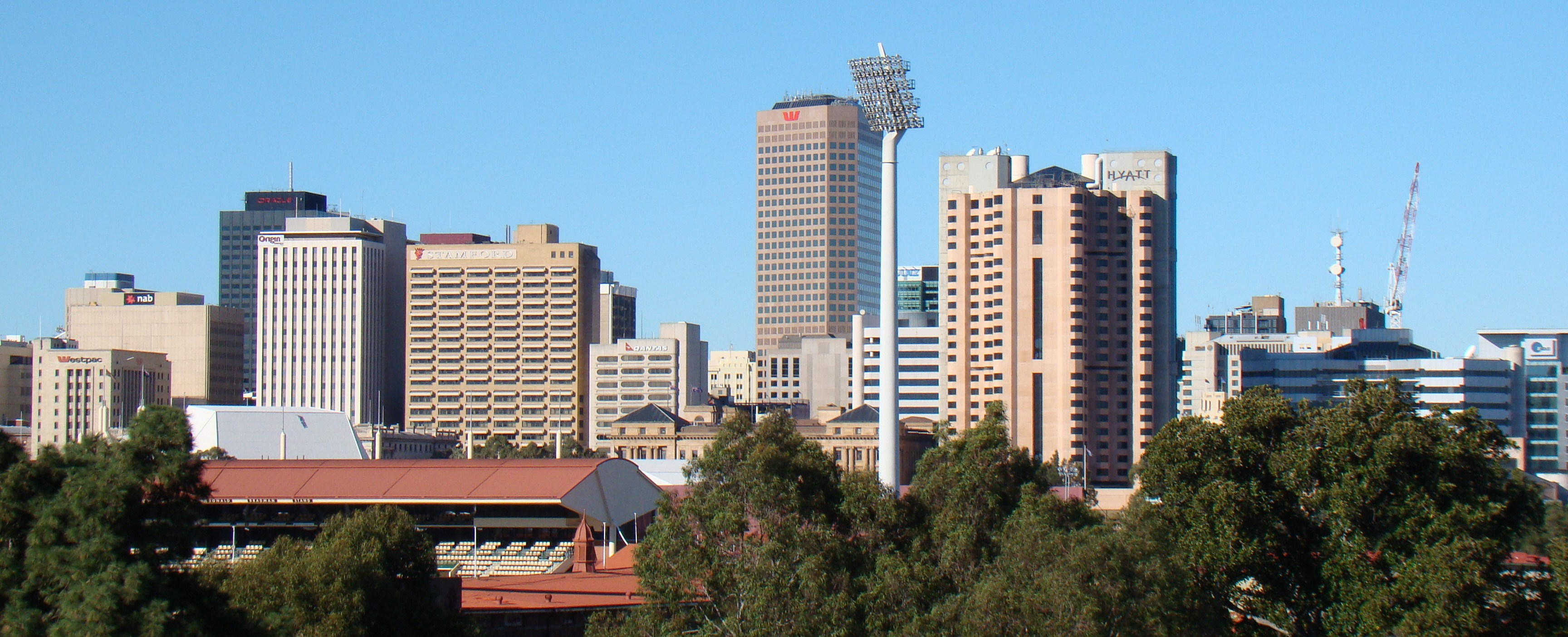
Centrum biznesowe w Adelaide

Australia obfituje we wszelkiego rodzaju bogactwa naturalne, toteż znaczne ilości produktów rolnych, surowców mineralnych, metali oraz paliw przeznacza się na eksport. Obecnie państwo należy do największych eksporterów na świecie. Głównymi towarami eksportowymi są: węgiel kamienny, złoto, produkty przerobu ropy naftowej, tlenek glinu, rudy żelaza, skroplony gaz ziemny, uran, nikiel, srebro, cynk, miedź, szafiry i opale. Australia może się również poszczycić największym wydobyciem boksytu, ołowiu i diamentu, przeznaczonych do użytku przemysłowego. Kraj jest też drugim na świecie (po Chinach) największym producentem i eksporterem wełny. Eksportuje się również mięso, produkty mleczarskie i zboża. Uprawia się trzcinę cukrową, drzewa owocowe, bawełnę i winorośl.
W latach 1966–1988 dokonano w Australii zamiany systemu miar z anglosaskiego na metryczny.
Australia jest krajem rozwiniętym o bardzo wysokim wskaźniku rozwoju społecznego (6. miejsce na świecie, HDI 0.938 w 2022 roku).

## Rolnictwo
Zaledwie 6% powierzchni Australii zajmują grunty orne położone we wschodniej, południowo-wschodniej i południowo-zachodniej części kraju. W strefie klimatu podrównikowego i zwrotnikowego uprawia się trzcinę cukrową, banany i ananasy; w strefie podzwrotnikowej – pszenicę (53% powierzchni zasiewów), jęczmień, owies, bawełnę, cytrusy i winorośl.

## Przemysł
Silnie zróżnicowany sektor przemysłowy, w którym pracuje 25% ludności czynnej zawodowo, wytwarza 27% produktu krajowego brutto. Produkuje się głównie przetwory spożywcze i tytoniowe, choć dobrze rozwinięty jest także przemysł maszynowy i wysokiej technologii. Produkowane są komputery, wyroby chemiczne czy samochody. W tej ostatniej branży dominują miejscowi producenci, jak rodzimy Holden (należący do General Motors) i Ford Australii. Swoje fabryki mają tu też Toyota i Mitsubishi.

## Usługi
Największy wkład do produktu krajowego brutto (70,7%) wnosi sektor usługowy, zatrudniający 70% czynnych zawodowo Australijczyków.

## Emisja gazów cieplarnianych
Emisja równoważnika dwutlenku węgla z Australii wyniosła w 1990 roku 467,984 Mt, z czego 277,447 Mt stanowił dwutlenek węgla. W przeliczeniu na mieszkańca emisja wyniosła wówczas 16,281 t dwutlenku węgla, a w przeliczeniu na 1 dolar PKB 567 kg. Emisje metanu odpowiadają za większość pozostałych emisji, ale emisje podtlenku azotu i gazów fluorowanych są również zauważalne. Następnie całkowita emisja powoli rosła, przy czym emisja dwutlenku węgla pochodzenia kopalnego w przeliczeniu na mieszkańca osiągnęła maksymalny poziom w 2007 i od tego czasu spada. Wzrost emisji dwutlenku węgla nastąpił we wszystkich grupach źródeł, ale największy dotyczy emisji z budynków, jednak branżą odpowiedzialną za emisje w największym stopniu przez cały czas była energetyka. W 2018 emisja dwutlenku węgla pochodzenia kopalnego wyniosła 415,31 Mt, co odpowiada za 1,1% światowej emisji, a w przeliczeniu na mieszkańca 16,765 t i w przeliczeniu na 1 dolar PKB 366 kg.

## Surowce naturalne

### Węgiel kamienny
Węgiel kamienny jest jedną z najważniejszych kopalin wydobywanych w Australii. Jego wydobycie szybko się rozwijało. Już w roku 1969 wydobyto tu 46 mln ton węgla kamiennego, ok. trzy razy więcej niż w roku 1940. Około 1/4 produkcji przeznaczana była na eksport (niemal w całości do Japonii). Większość wydobycia (78%) pochodziła ze stanu Nowa Południowa Walia. W 1968 r. zasoby węgla kamiennego w Australii oceniane były na 16 mld ton.
W 2017/2018 wydobycie węgla w Australii wyniosło 500 mln ton (dla porównania w Polsce wydobyto ok. 60 mln ton). 75% węgla wyeksportowano, zarabiając na tym 67 mld dolarów (ok. 262,64 mld złotych – dla porównania cały budżet Polski – wydatki na 2020 to 429,5 mld zł). Australijskie pokłady węgla są obecnie szacowane na 70 mld ton, a możliwość eksploatacji na 125 lat. Średnie wynagrodzenie w kopalnictwie węgla (zatrudnienie 40 tysięcy osób) i branżach wspierających (ponad 120 tysięcy osób) to ponad 150 tysięcy dolarów rocznie (ok. 588 tys. złotych).

### Uran
W Australii znajduje się ok. 30% światowych zasobów uranu, m.in. dla energetyki atomowej. Obecnie w Australii funkcjonuje pięć kopalń tego pierwiastka: Beverley, Four Mile, Honeymoon, Ranger i Olympic Dam.
Więcej informacji: górnictwo uranu w Australii (ang.)

### Złoto
Australia posiada 17 proc. szacowanych światowych zasobów złota. Od 2021 r. kraj ten jest jego największym producentem na świecie. We wrześniu tego roku inwestycje na poszukiwanie złota w Australii osiągnęły 430 mln USD. „Złotym” stanem jest Australia Zachodnia, w której lokowanych jest 72% krajowych wydatków na poszukiwanie złota.

### Nikiel
Australia jest piątym co do wielkości producentem niklu, obejmując 6,7% światowych zasobów.

### Ruda żelaza
Australia jest jednym z największych producentów rudy żelaza na świecie, która w dużej mierze jest eksportowana do Japonii, Tajwanu i Korei Południowej.

### Metale ziem rzadkich
Państwo jest trzecim co do wielkości wydobywcą metali ziem rzadkich po Chinach i USA, z 10% światowej produkcji.

### Gaz naturalny
Australia jest największym światowym eksporterem (sprzedawcą) gazu naturalnego LNG (ciekły gaz ziemny), w 2019 roku eksport wyniósł 77,5 mln ton tego surowca.

### Boksyt
W 2000 roku na terenie Australii wydobyto 38% wszystkich boksytów na świecie. Złoża tego surowca są zlokalizowane nad Zatoką Karpentaria i w rejonie Perth.

## Jakość życia
Australia zajmuje drugie miejsce na świecie jeśli chodzi o jakość życia, w dwóch niezależnych rankingach: Where-to-be-born Index 2013 stworzonym przez Economist Intelligence Unit oraz OECD Better Life Index 2017 stworzonym przez OECD. Ponadto, poszczególne miasta Australii są notowane w rankingach dotyczących miast.
| Miasto    | Ranking Mercer 2023 | Ranking Monocle 2019 | Ranking Economist Intelligence Unit 2021 | Ranking Global Finance 2019 | Ranking Deutsche Bank 2019 | Ranking InterNations Expat City Ranking 2019 | Ranking Numbeo 2021 |
| --------- | ------------------- | -------------------- | ---------------------------------------- | --------------------------- | -------------------------- | -------------------------------------------- | ------------------- |
| Sydney    | 9                   | 13                   | 11                                       | 8                           | 10                         | 16                                           | 29                  |
| Melbourne | 20                  | 11                   | 8                                        | 4                           | 7                          | 29                                           | 37                  |
| Brisbane  | 34                  | 23                   | 10                                       | –                           | –                          | –                                            | 10                  |
| Perth     | 22                  | –                    | 6                                        | –                           | –                          | –                                            | 18                  |
| Adelaide  | 29                  | –                    | 3                                        | –                           | –                          | –                                            | 1                   |
| Canberra  | 28                  | –                    | –                                        | –                           | –                          | –                                            | 2                   |

## Najzdrowsze miasta do życia na świecie
| Miasto    | Ranking CNN | Ranking Spotahome | Ranking Healthfitnessrevolution 2019 | Ranking Money.co.uk 2021 | Ranking BBC 2013 | Ranking Hindustan Times 2018 | Ranking Newsweek 2018 | Ranking TheGuardian 2018 |
| --------- | ----------- | ----------------- | ------------------------------------ | ------------------------ | ---------------- | ---------------------------- | --------------------- | ------------------------ |
| Sydney    | –           | 48                | –                                    | –                        | –                | –                            | –                     | 5                        |
| Melbourne | 5           | 29                | –                                    | –                        | –                | –                            | 29                    | –                        |
| Brisbane  | –           | 11                | 8                                    | 19                       | –                | –                            | 11                    | –                        |
| Perth     | –           | 10                | –                                    | –                        | 3                | –                            | 10                    | –                        |
| Adelaide  | –           | 8                 | 5                                    | 11                       | –                | 2                            | 8                     | –                        |
| Canberra  | –           | 14                | –                                    | 5                        | –                | –                            | 14                    | –                        |

## Miasta o znaczeniu globalnym
Najwyżej notowanym australijskim miastem o znaczeniu globalnym jest Sydney, według wszystkich niezależnych rankingów. W rankingu Globalization and World Cities Research Network 2018 jest oznaczone jako metropolia pierwszej kategorii Alpha+ – 7. miejsce na świecie, Melbourne zajęło 33. miejsce (kategoria Alpha). W rankingu Global City Competitiveness Index 2012, Sydney uplasowało się na 15. miejscu, Melbourne na 16. miejscu na świecie. W rankingu Global Cities Index and Emerging Cities Outlook 2012 Sydney znalazło się na 12. miejscu na świecie, Melbourne na 32. miejscu. W rankingu Global Power City Index 2018 Sydney znalazło się na 10. miejscu na świecie. Sydney jako jedyne australijskie miasto jest również notowane w rankingu World’s Most Economically Powerful City 2015 opracowanym przez The Atlantic Monthly. W rankingu Schroders Global Cities Index 2019, oprócz Sydney i Melbourne, notowane zostało również Brisbane.
| Miasto    | Ranking GaWC 2018 | Ranking GaWC 2020 | Ranking GCCI 2012 | Ranking GCI 2020 | Ranking GPCI 2020 | Ranking WMEPC 2015 | Ranking SGCI 2021 | Ranking GT500C 2020 | Ranking BC 2020 |
| --------- | ----------------- | ----------------- | ----------------- | ---------------- | ----------------- | ------------------ | ----------------- | ------------------- | --------------- |
| Sydney    | 7 (Alpha+)        | 10 (Alpha)        | 15                | 11               | 11                | 14                 | 13                | 5                   | 19              |
| Melbourne | 33 (Alpha)        | 29 (Alpha–)       | 16                | 18               | 14                | –                  | 10                | ?                   | 30              |
| Brisbane  | 79 (Beta)         | 70 (Beta+)        | –                 | –                | –                 | –                  | 29                | ?                   | 61              |
| Perth     | 70 (Beta+)        | 79 (Beta)         | –                 | –                | –                 | –                  | 22                | ?                   | 71              |
| Adelaide  | 144 (Gamma+)      | 150 (Gamma+)      | –                 | –                | –                 | –                  | –                 | ?                   | 89              |
| Canberra  | –                 | –                 | –                 | –                | –                 | –                  | –                 | ?                   | –               |

## Miasta według produktu miejskiego brutto
Produkt miejski brutto australijskich metropolii (kwoty w miliardach dolarów):
| Miasto    | Oficjalne dane (2015–16) | Brookings Institution (2014) | PwC (2008) | McKinsey (2010) |
| --------- | ------------------------ | ---------------------------- | ---------- | --------------- |
| Sydney    | 302,7 mld $              | 223,4 mld $                  | 213 mld $  | 268,9 mld $     |
| Melbourne | 229,2 mld $              | 178,4 mld $                  | 172 mld $  | 221,4 mld $     |
| Brisbane  | 120,6 mld $              | 96,6 mld $                   | –          | –               |
| Perth     | 112,2 mld $              | 134,0 mld $                  | –          | –               |
| Adelaide  | 59,1 mld $               | 47,4 mld $                   | –          | –               |

## Zarobki
Wśród niepodległych państw, Australia zajmuje 7. miejsce na świecie w wysokości zarobków. Również poszczególne miasta Australii są wysoko notowane w rankingach. Wśród największych miast świata, Sydney zajęło 6. miejsce na świecie z zarobkami w wysokości 3599 dolarów USD miesięcznie oraz Melbourne, które zajęło 9. miejsce na świecie z zarobkami w wysokości 3181 dolarów USD miesięcznie (2019).